# ناصر أباد (كوهباية الشرقي)
ناصر أباد (بالفارسية: ناصرآباد) هي قرية تقع في إيران في قسم کوهبایة الشرقي الریفي. يقدر عدد سكانها بـ 1,945 نسمة .